# La Concepción (Panama)
La Concepción è un comune (corregimiento) della Repubblica di Panama situato nel distretto di Bugaba, provincia di Chiriquí, di cui è capoluogo. Si estende su una superficie di 67 km² e conta una popolazione di 21.356 abitanti (censimento 2010).  